# Léon Cogniet

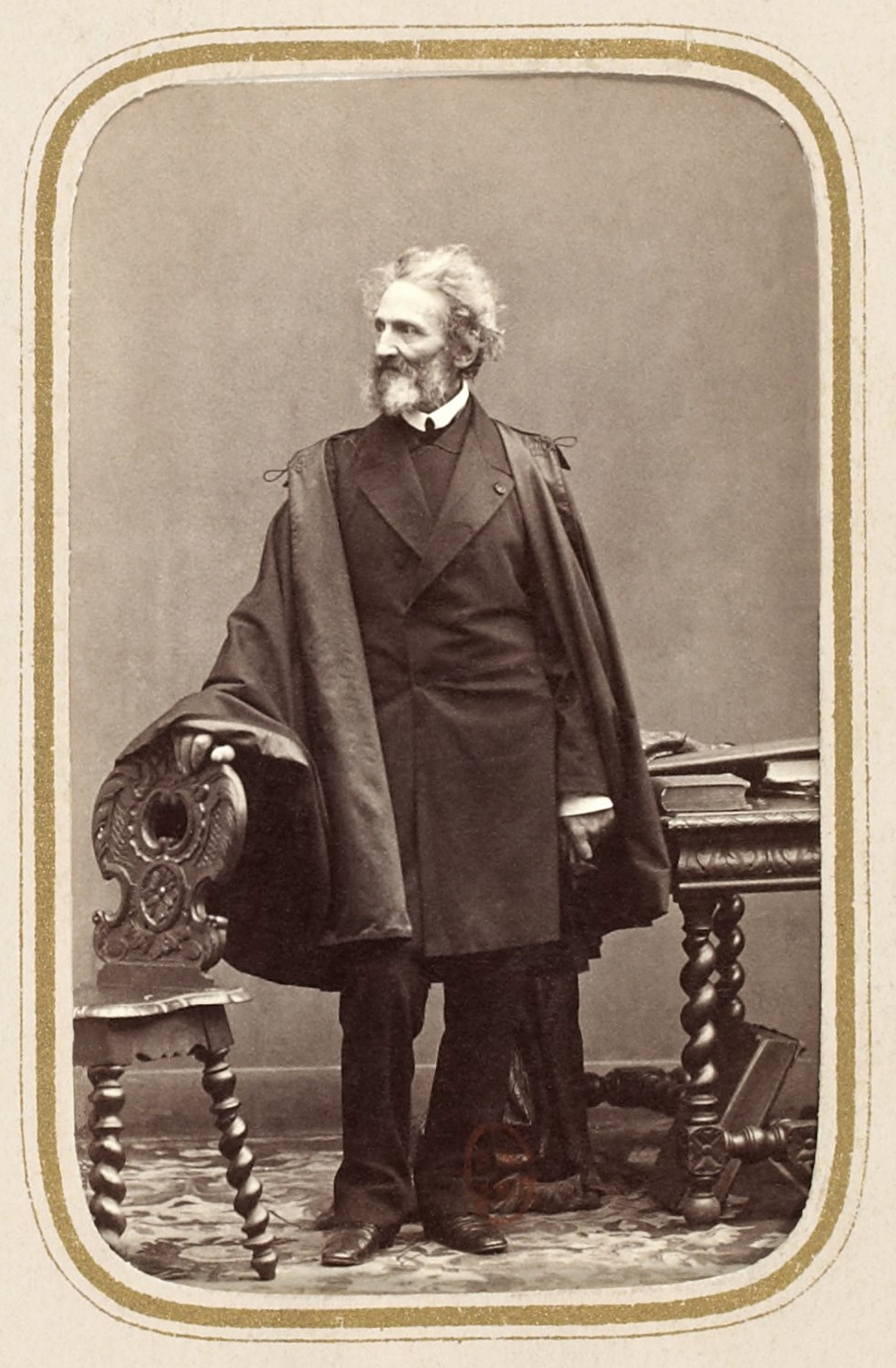
Léon Cogniet, ca.1865

Léon Cogniet, född den 29 augusti 1794 i Paris, död den 20 november 1880, var en fransk målare. 
Cogniet utgick från Jacques-Louis Davids skola, men närmade sig senare i sitt måleri romantiken, bland annat i sin målning Det betlehemiska barnamordet (1824). Sin största framgång som historiemålare hade han med Tintoretto målande sin dotters lik (1843). Förutom en rad stafflibilder, däribland porträtt, utförde Cogniet även ett antal monumentala tak- och väggmålningar i Louvren och Versailles. 
Flera av den yngre generationens franska mästare och en mängd utlänningar studerade i hans ateljé. Bland hans svenska elever märks Nils Blommér, Amalia Lindegren och Egron Lundgren.

## Galleri

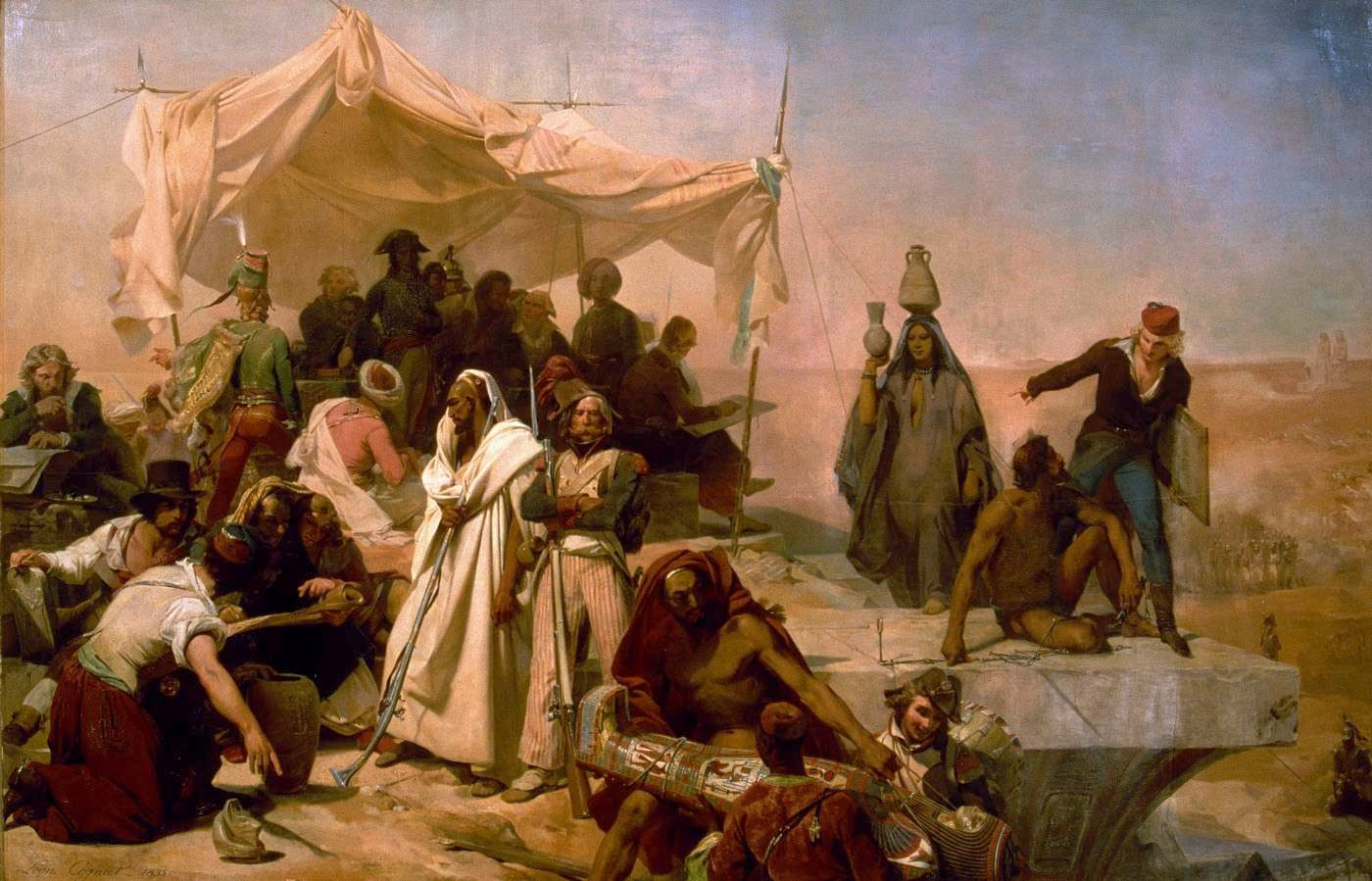
Den egyptiska expeditionen under ledning av Bonaparte, 1835.
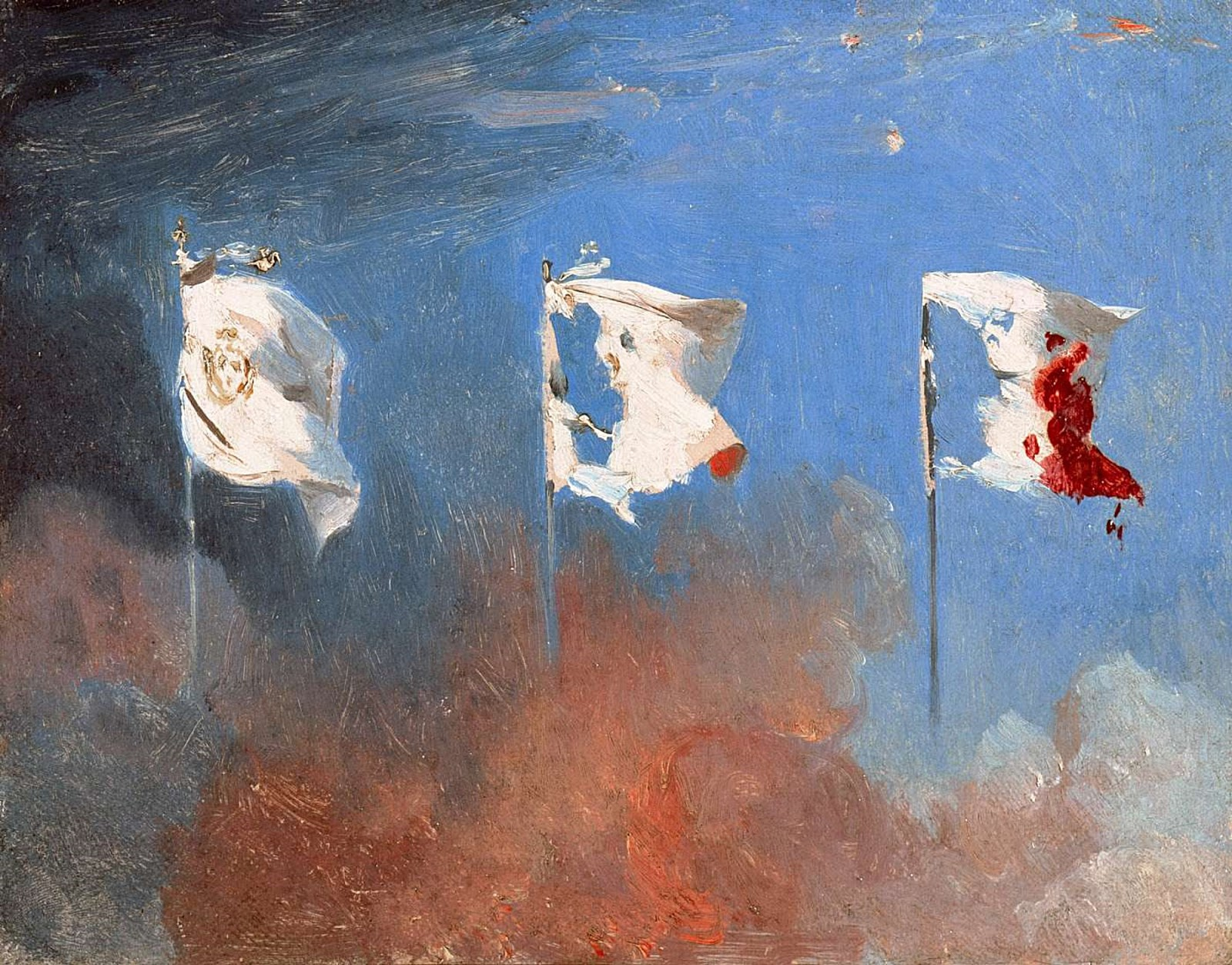
Scener från juli 1830, en målning som anspelar på julirevolutionen 1830.
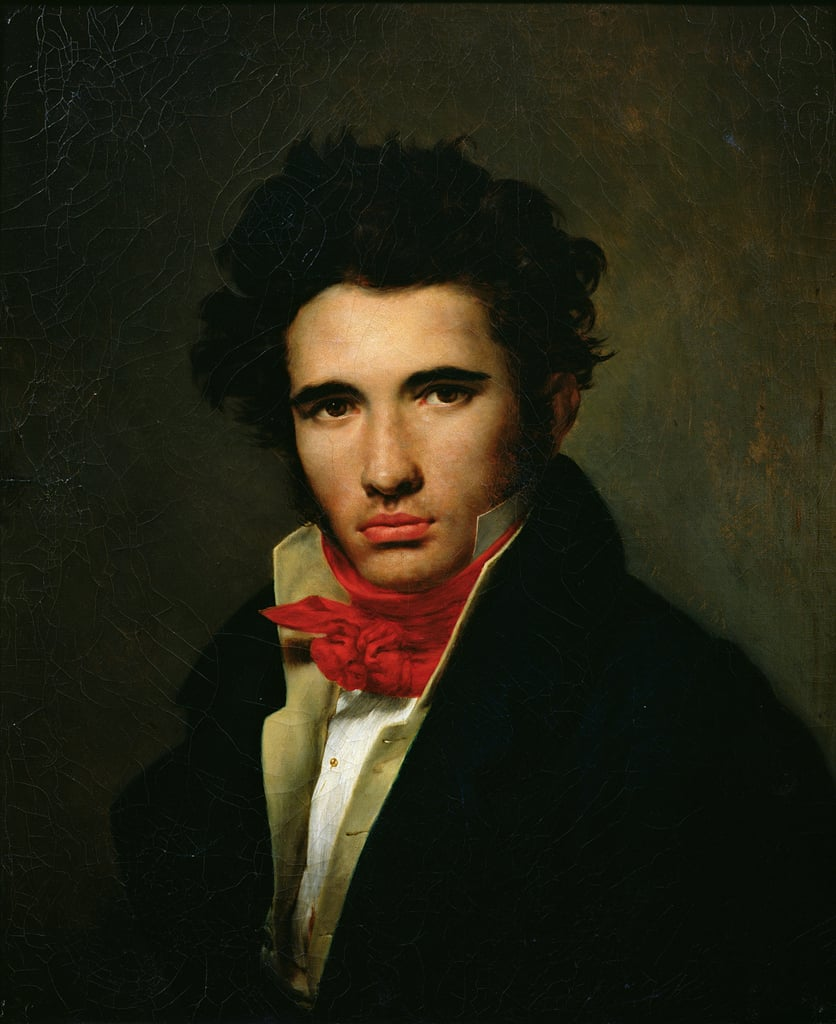
Självporträtt 1818.